# Albert Hustin
Albert Hustin (ur. 15 lipca 1882 w Ethe, zm. 12 września 1967 w Brukseli) – belgijski lekarz (chirurg), pionier transfuzji krwi.

## Życiorys
Urodzony w 1882 r. w Ethe koło Virton w południowej Belgii. Ukończył medycynę na Vrije Universiteit Brussel w 1906 r. Podczas ostatniego roku studiów odbył podróż do Filadelfii, gdzie obserwował organizację pracy tamtejszych szpitali. Po studiach, dzięki poparciu Antoine′a Depage′a, wyjechał do Paryża i Heidelbergu. Po powrocie do Brukseli podjął pracę u Depage′a w tamtejszym szpitalu św. Jana.
Autor 39 publikacji. Poszukując sposobów na konserwację krwi, w 1913 r. odkrył właściwości dodatku cytrynianu sodu i glukozy jako środka zapobiegającego koagulacji. Udane eksperymenty na zwierzętach przeprowadził w Instytucie Solvay, a 27 marca 1914 r. przeprowadził w szpitalu św. Jana pierwszą transfuzję u ludzi. Zaledwie kilka miesięcy później taki sam eksperyment przeprowadził w Buenos Aires Luis Agote, a na początku 1915 r. Niemiec Richard Lewisohn. Technika opracowana przez Hustina umożliwiła rozwijanie sposobów przechowywania krwi.
W 1934 r. Hustin uczestniczył w otwarciu centrum krwiolecznictwa w Brukseli. 
Zmarł w 1967 r. w Brukseli.